# کاجاران
کاجاران (به ارمنی: Քաջարան) یک شهر در ارمنستان است که در استان سیونیک واقع شده‌است. کاجاران در ۲۶ کیلومتری جنوب غربی کاپان، مرکز استان سیونیک واقع شده‌است.

## خصوصیات
کاجاران ۲٫۸ کیلومتر مربع مساحت و ۷٬۱۶۳ نفر جمعیت دارد و ۱٬۹۵۰ متر بالاتر از سطح دریا واقع شده‌است. در کیلومتری جنوب کاپان، مرکز استان سیونیک واقع شده‌است. در کیلومتری شمال آرتاشات، مرکز استان آرارات واقع شده‌است.

## اقتصاد
کاجاران به‌خاطر معدن مس-مولیبدن خود معروف است. این معدن که معدن مس و مولیبدن زانگزور نام دارد باعث آلودگی رود ووغجی شده‌است.
در سال ۱۳۸۷ خورشیدی، با اتصال خط لوله انتقال گاز ایران به خط لوله سراسری ارمنستان در منطقه کاجاران، آخرین مرحله احداث این طرح پایان یافت. گاز ایران از طریق کاجاران به مناطق مرکزی ارمنستان منتقل خواهد شد.
احداث بخش ارمنی خط لوله مغری کاجاران در ۳۰ نوامبر ۲۰۰۴ میلادی آغاز شده بود. بخش دوم کاجاران-سیسیان-جرموک-آرارات را نیز یک شرکت ایرانی به نام «سانیر» احداث می‌کند.

## نگارخانه

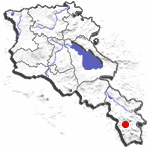
محل کاجاران در ارمنستان
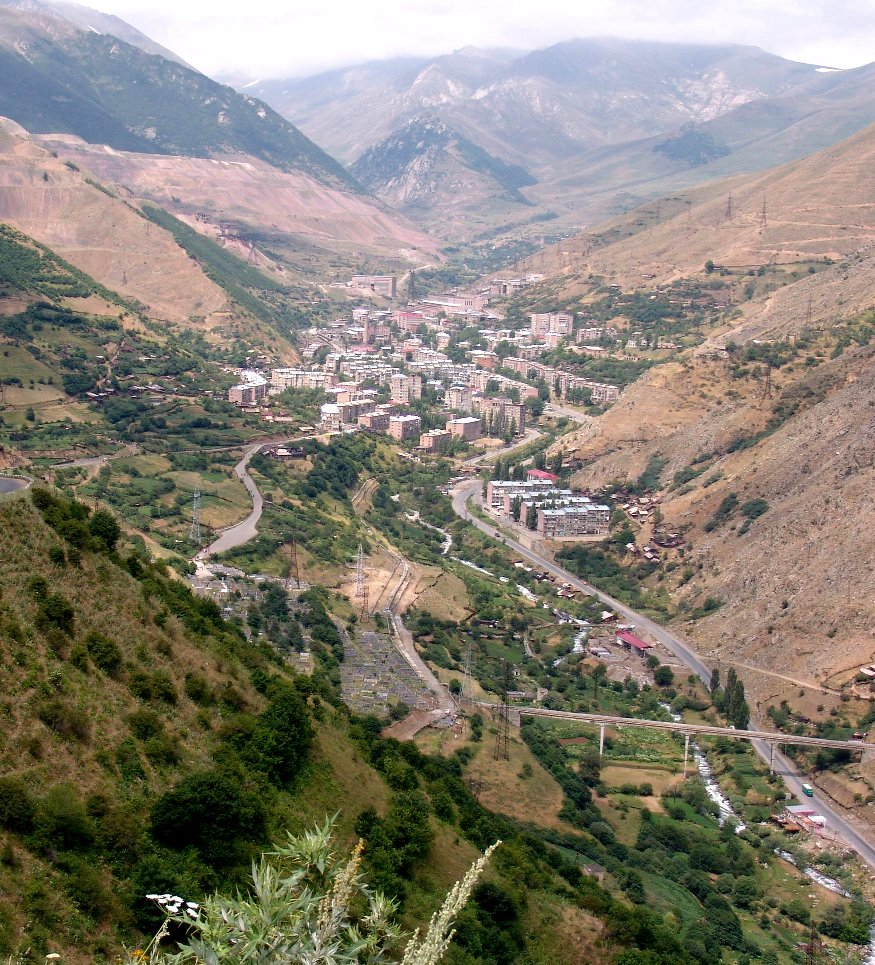
شهر کاجاران و معدن مس آن